# Oh,My Dad!!
『Oh,My Dad!!』（オー、マイ・ダッド!!）は、フジテレビの木曜劇場枠（毎週木曜22時 - 22時54分、JST）で2013年7月11日から9月19日まで放送されていた日本のテレビドラマ。
主演の織田裕二は初の父親役を演じる。研究に没頭するあまり家庭を顧みなかった科学者の男性が、妻に逃げられ、職と家を失ってホームレスにまで身を落としながらも、残された息子と共にシングルファーザーとして奮闘する姿を描くヒューマンコメディーである。安達奈緒子脚本によるドラマオリジナル作品。織田が木曜劇場枠の主演は『外交官 黒田康作』以来である。また、織田と長谷川京子は初めての共演であり、八嶋智人とは2008年の『太陽と海の教室』以来5年ぶりの共演であり、鈴木杏樹とは1998年の『恋はあせらず』以来15年ぶりの共演である。

## あらすじ
新海元一は夢を叶えるため、自身の研究所で長年研究を続けていた。しかし、近頃は研究に没頭しすぎ家庭をかえりみなくなり、生活も苦しく妻・紗世子との口論が激しくなっていた。ある日、元一はマグネシウム空気電池を岸田史顕にプレゼンするために部品購入費として家賃用のお金を無断で持ち出す。これを知った妻・紗世子の怒りが爆発し、紗世子は家出してしまう。残された元一は男手一つで息子・光太を育てなければならなくなる。

## 登場人物
新海 元一（しんかい げんいち）〈42〉
演 - 織田裕二
新海エネルギー研究所所長。18年前、横浜工業大学院生時代にアメリカの大手電力会社の出資を受けて、マグネシウム空気電池を開発する研究機関を設立する。だが、研究は失敗ばかりで家庭環境を逼迫し、日々の貧困生活に耐えかねた妻が家出し、行方が分からなくなる。
家賃滞納で暮らしていた家を追い出され、研究所を間借りしていた工場の経営者も借金返済のために土地を更地にすることになり、研究も続けられない状況に陥る。
新海 光太（しんかい こうた）〈5〉
演 - 田中奏生
元一のひとり息子。
早坂 美月（はやさか みづき）〈38〉
演 - 長谷川京子
元一の元彼女。日藤物産新規事業開発部室長。現在は独身で結婚紹介所に入会し、結婚相手を探している。
岸田 史顕（きしだ ふみあき）〈40〉
演 - 八嶋智人
日藤物産食品開発部主任。美月の同期入社。元新海エネルギー研究所職員。
新海 紗世子（しんかい さよこ） → 松井 紗世子（まつい さよこ）〈40〉
演 - 鈴木杏樹
元一の元妻。夫にまとまった収入がなく、スーパーのパートの給料で家庭を支えてきた。

### ゲスト
複数話・単話登場の場合は演者名の横の括弧（）内に表記

#### 第1話
武藤（むとう）
演 - 春海四方
工場経営者。元一が開発を進めるマグネシウム空気電池の出資者。しかし、借金が原因で妻と離婚し、工場も倒産する。
仲川 孝子（なかがわ たかこ）
演 - しのへけい子（第2話）
紗世子のパート仲間。
舞美（まいみ）
演 - 高沢奈苗（第2 - 8話）
はまゆり保育園保育士。

#### 第2話
古川 勝
演 - 六平直政（第3 - 5・最終話）
古川リサイクル社長。廃品回収現場で知り合った元一の困っている姿に見兼ねて、自身が所有する倉庫を簡易的な荷物置き場として使用することを了承する。

#### 第3話
高野 孝司
演 - 升毅
『クイズ・グラディエーター』司会者。
上野 英雄
演 - 水野智則
『クイズ・グラディエーター』ディレクター。
木島 隼人
演 - 間宮祥太朗
『クイズ・グラディエーター』出演者。科学者対決で元一と対戦する。

#### 第4話
福原（ふくはら）
演 - 市村正親（特別出演 / 第5・最終話）
日藤物産社長。自社が企画したフューチャー・プラン・プロジェクトでの新海のプレゼンテーションを聞き、自身が立案したインターンシップ制度への応募を早坂を通じて、新海に勧める。収益が望めない化学には何の価値も見いだせないと新海に話す。
竹内 忠彦
演 - 中村橋之助
港北児童相談所児童福祉司。
えりな
演 - 小林星蘭（第6・8話）
光太の友達。
田島
演 - 犬山ヴィーノ
刑事。えりなの通報で新海を不審者だと勘違いする。

#### 第5話
野口
演 - 池田成志
就職先企業への書類審査に3桁落ち続けている男。ハローワークで新海と出会う。
尾木直樹
演 - 本人
ハローワークの待合室のテレビに映っていた『アゲるテレビ』のゲストパネラーとして登場。

#### 第6 - 7話
津久井 敬一郎
演 - 深水三章
新海夫婦の離婚調停における元一側の代理人。
中野
演 - 酒井康行
新海夫婦の離婚調停における紗世子側の代理人。
村田（むらた）
演 - 山中敦史（第8話）
日藤物産食品開発部室長。岸田の上司。

#### 第8話
川辺（かわべ）
演 - 大友康平（第9・最終話）
日藤物産希少金属部部長。

#### 第9話
高村 英司
演 - 丸山智己（第10 - 最終話）
早坂の見合い相手。

#### 第10話
森下 涼介
演 - 忍成修吾（最終話）
日藤物産インターンシップ候補生。模擬店3班の1位成績者。日藤物産インターンシップの最終課題はビジネスの祭典「東京トレーディングショウ」内で飲食店舗を立ち上げ、最終的なチームの売り上げの順位によって評価される。
樋口 麻衣
演 - 関めぐみ
日藤物産インターンシップ候補生。模擬店2班の1位成績者。
中原 雅人
演 - 阿部進之介
日藤物産インターンシップ候補生。模擬店1班の1位成績者。
大塚 宏孝
演 - じろう（シソンヌ）
日藤物産インターンシップ候補生。模擬店4班の1位成績者。
松井 絵里子
演 - 木内みどり（最終話）
紗世子の母親。

## スタッフ
- 脚本 - 安達奈緒子
- 音楽 - 吉俣良
- 演出 - 河野圭太（共同テレビ）、葉山裕記、加藤裕将
- 主題歌 - GReeeeN「愛し君へ」（NAYUTAWAVE RECORDS）
- 挿入歌 - GReeeeN「ありがとうなんて言わなくても全部わかってるんだ feat.JIN」（NAYUTAWAVE RECORDS）
- 演出補 - 品田俊介、野田悠介
- VFXプロデュース - 冨士川祐輔
- VFX - 三塚篤
- タイトルバック - 三谷晋平
- 電池監修 - 小濱泰昭、熊谷枝折、鈴木進
- 科学監修 - 滝川洋二、原口るみ
- 取材協力 - 小西康裕、矢部孝、小濱泰昭、熊谷枝折、鈴木進
- 法律監修 - 馬渕泰至
- クイズ監修 - デーブ八坂（第3話）
- 協力 - 古河電池
- プロデュース - 増本淳
- アシスタントプロデューサー - 草ヶ谷大輔
- プロデュース補 - 玉田祐美子
- 制作著作 - フジテレビドラマ制作センター

## 放送日程
| 各話                                                      | 放送日         | サブタイトル                                                                  | 演出     | 視聴率 |
| --------------------------------------------------------- | -------------- | ----------------------------------------------------------------------------- | -------- | ------ |
| 第1話                                                     | 2013年 7月11日 | 突然妻に出て行かれ、お金も職も家もない子連れホームレスに!! 父が息子にできる事 | 河野圭太 | 13.3%  |
| 第2話                                                     | 7月18日        | 15分拡大スペシャル 母という存在の大きさすれ違う父子の想い                     | 河野圭太 | 08.4%  |
| 第3話                                                     | 7月25日        | ママ見てる!? 目指せクイズで賞金1000万!!                                       | 葉山裕記 | 09.5%  |
| 第4話                                                     | 8月1日         | 引き裂かれる父子…パパは嘘ばっかりだ！                                         | 河野圭太 | 08.5%  |
| 第5話                                                     | 8月8日         | 新生活は問題続出！ 消えた母との思い出                                         | 葉山裕記 | 07.6%  |
| 第6話                                                     | 8月15日        | 息子は私が育てます！ 妻が突きつけた決意                                       | 加藤裕将 | 07.7%  |
| 第7話                                                     | 8月22日        | 涙の贈り物…父と子の最後の10日間                                               | 河野圭太 | 08.7%  |
| 第8話                                                     | 8月29日        | さよなら息子よ…母のもとへ旅立ちの朝                                           | 葉山裕記 | 09.1%  |
| 第9話                                                     | 9月5日         | ママ心配しないで…小さな胸を痛めて                                             | 加藤裕将 | 08.8%  |
| 第10話                                                    | 9月12日        | もう一度やり直したい…運命の最終決戦                                           | 葉山裕記 | 10.1%  |
| 最終話                                                    | 9月19日        | 妻と子供のために…いま父にできること                                           | 河野圭太 | 09.8%  |
| 平均視聴率 9.2%（視聴率は関東地区・ビデオリサーチ社調べ） |                |                                                                               |          |        |

## 放送
- 第6話は織田がメインキャスターを務める『世界陸上モスクワ2013』（TBS系）が本番組と同時刻に始まっていたが、織田は本番組の自身出演シーンと重複しないよう工夫しながら22時台の世界陸上にも出演した。